# Lassur
Lassur település Franciaországban, Ariège megyében. Lakosainak száma 84 fő (2022. január 1.). Lassur Albiès, Aston, Garanou, Luzenac, Urs és Vèbre községekkel határos.

## Népesség
A település népességének változása:
| Lakosok száma | 106  | 65   | 55   | 69   | 59   | 75   | 87   | 97   | 91   | 84   |
|               | 1968 | 1982 | 1990 | 2006 | 2013 | 2015 | 2017 | 2019 | 2020 | 2022 |